# Selenops sumitrae
Selenops sumitrae är en spindelart som beskrevs av Patel 1973. Selenops sumitrae ingår i släktet Selenops och familjen Selenopidae. Inga underarter finns listade i Catalogue of Life.